# Burgwalstraat
De Burgwalstraat is een winkelstraat in het centrum van de Nederlandse stad Kampen. De Burgwalstraat loopt vanaf de Burgwal tot de Oudestraat. Zijstraten van de Burgwalstraat zijn de Hofstraat en de Boven Nieuwstraat, die deze straat kruisen. De Burgwalstraat is ongeveer 150 meter lang.

## Geschiedenis
Aan de Burgwalstraat staan twee rijksmonumentale woningen. Op nummer 6 is dat een voormalig pakhuis met dwars zadeldak en voorzien van gevelsteen (met daarop 1530). Het pand op nummer 8 heeft een trapgevel.
Rond 1600 woonde in deze straat de doofstomme apothekerszoon Hendrick Avercamp. Avercamp werd op latere leeftijd beroemd als schilder van winterlandschappen. Hij is vermoedelijk de leraar van zijn neef Barend Avercamp, die net als hij winterlandschappen schilderde.

## Trivia
De naam Burgwal is "Burgel" op z'n Kampens.
Botermarkt ·
Broederweg ·
Buiten Nieuwstraat ·
Burgwal ·
Burgwalstraat ·
Gasthuisstraat ·
Geerstraat ·
Groenestraat ·
Kerkstraat ·
Koornmarkt ·
Muntplein ·
Nieuwe Markt ·
Oude Raadhuisplein ·
Oudestraat ·
Plantage ·
Van Heutszplein ·
Vloeddijk ·
Voorstraat ·
IJsselkade